# Stadtgericht Rosenberg O.S.

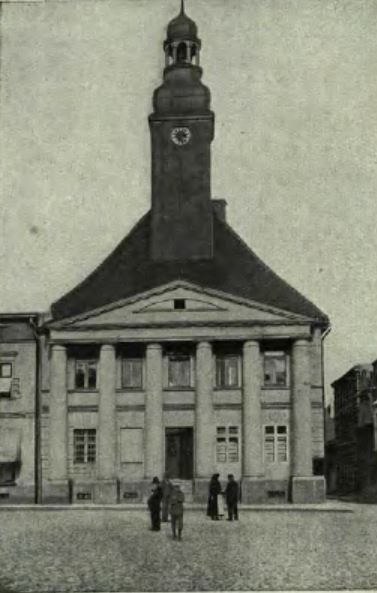
1820 erbautes Rathaus von Rosenberg O.S., Sitz des Gerichtes

Das Stadtgericht Rosenberg O.S. war ein preußisches Land- und Stadtgericht mit Sitz in Rosenberg O.S.

## Geschichte
Mit der preußischen Städteordnung von 1808 verloren die Magistrate ihre Funktion als Eingangsgerichte und es wurden staatliche Stadtgerichte eingerichtet. Nach dem Ende der Befreiungskriege wurden die staatlichen Gerichte (Stadtgerichte und Justizämter) zu Land- und Stadtgerichten zusammengefasst. In Rosenberg erfolgte das nicht, das bisherige Stadtgericht Rosenberg blieb eigenständig. Zuständiges Oberlandesgericht war das Oberlandesgericht Ratibor.
Sein Sprengel umfasste die Stadt Rosenberg mit 2650 Einwohnern (1837) sowie sieben Dorfschaften mit 1052 Einwohnern, zusammen also 3702 Gerichtseingesessene.
Am Gericht waren ein Land- und Stadtrichter, ein Subalterner und ein Unterbeamter beschäftigt. Es handelte sich um ein Gericht 2. Klasse, d. h. da das Gericht weniger als drei Richter hatte, konnten diese nicht als Spruchkörper gemeinsam Beschlüsse fassen.
Das Gericht hatte seinen Sitz im städtischen Rathaus.
1849 wurden einheitlich Kreisgerichte gebildet. In Rosenberg entstand so das Kreisgericht Rosenberg.